# Щракаща съгласна
Щракащите съгласни са група съгласни звукове, които се учленяват със задната част на езика, допряна до задното небце. По този начин се създава подналягане в устната кухина, което принуждава въздуха да нахлуе внезапно при разтваряне на зъбите или устните. Щраканията са устнени или носови, преградни или преградно-проходни, средноезични или странични, звучни и беззвучни. Сравнително широко се използват в група езици в Южна Африка. В повечето останали езици присъстват главно като междуметия, например в българския цъкането при изразяване на отрицание или недоумение („ц—ц...“).